# Паррівілл (Пенсільванія)
Паррівілл (англ. Parryville) — місто (англ. borough) в США, в окрузі Карбон штату Пенсільванія. Населення — 416 осіб (2020).

## Географія
Паррівілл розташований за координатами 40°49′21″ пн. ш. 75°40′14″ зх. д. / 40.82250° пн. ш. 75.67056° зх. д. (40.822445, -75.670561).  За даними Бюро перепису населення США в 2010 році місто мало площу 4,22 км², з яких 4,17 км² — суходіл та 0,04 км² — водойми.

## Демографія
Згідно з переписом 2010 року, у селищі мешкало 525 осіб у 226 домогосподарствах у складі 153 родин. Густота населення становила 125 осіб/км².  Було 270 помешкань (64/км²).
Расовий склад населення:
| - 98,3 % — білих - 0,4 % — корінних американців - 0,4 % — чорних або афроамериканців - 0,2 % — азіатів |

До двох чи більше рас належало 0,8 %. Частка іспаномовних становила 2,1 % від усіх жителів.
За віковим діапазоном населення розподілялося таким чином: 17,5 % — особи молодші 18 років, 65,5 % — особи у віці 18—64 років, 17,0 % — особи у віці 65 років та старші. Медіана віку мешканця становила 44,8 року. На 100 осіб жіночої статі у селищі припадало 109,2 чоловіків;  на 100 жінок у віці від 18 років та старших — 103,3 чоловіків також старших 18 років.
Середній дохід на одне домашнє господарство  становив 55 620 доларів США (медіана — 44 625), а середній дохід на одну сім'ю — 62 991 долар (медіана — 61 023). За межею бідності перебувало 9,8 % осіб, у тому числі 11,5 % дітей у віці до 18 років та 4,8 % осіб у віці 65 років та старших.
Цивільне працевлаштоване населення становило 262 особи. Основні галузі зайнятості: освіта, охорона здоров'я та соціальна допомога — 20,2 %, роздрібна торгівля — 16,0 %, виробництво — 15,3 %.